# クリスマスの音楽一覧

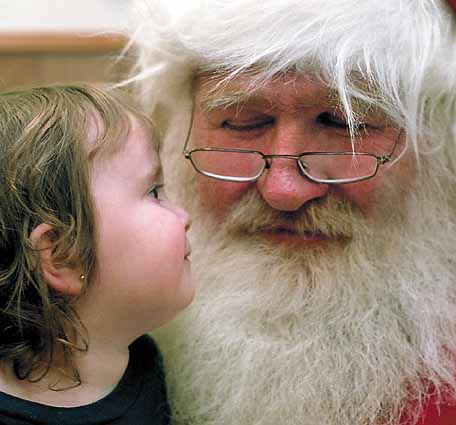
サンタクロースと子供

クリスマスの音楽一覧（クリスマスのおんがくいちらん）は、世界の国々でクリスマスの際に聖歌隊や合唱団などによって歌われる、クリスマスやサンタクロースを主題とした楽曲の一覧。

## 伝統的な歌曲

### クリスマス・キャロル
キリスト教のミサで歌われる「クリスマス・キャロル」を記述する。
- アデステ・フィデレス（Adeste Fideles） - 「神の御子は今宵しも」（O Come All Ye Faithfu）とも。
- あなたは星から降りてくる（イタリア語版）
- 天には栄え（Hark! The Herald Angels Sing）
  - アニメ『スヌーピーのメリークリスマス』（A Charlie Brown Christmas）ではエンディングに使用されている。
- 荒野の果てに（フランス語: Les Anges dans nos campagnes） - 「あめのみつかいの」とも。
- 御使いうたいて（What Child Is This?）
- ウェンセスラスはよい王様（Good King Wenceslas）
- 飼い葉のおけで（Away in a Manger（英語））
- 鐘のキャロル（Carol of the Bells）
  - 原曲はマイコラ・レオントーヴィッチュ編曲の『シュチェドルィック（英語版）』であり、別の作詞家による楽曲として"Ring, Chrisitmas Bells"が存在する。また、この楽曲の替え歌として、クトゥルフ神話を題材とした『旧支配者のキャロル』（Carol of the Old Ones）が存在する。
  - 1990年の映画『ホーム・アローン』では、ジョン・ウィリアムズによるアレンジ版が使用された[1][2]。近年ではケルティック・ウーマンやペンタトニックスによるカバーが知られている。
- きよしこの夜（Stille Nacht, heilige Nacht）(Silent Night)
  - 主なカバーはテンプテーションズ、ナット・キング・コール、マライア・キャリーなど。TBSのクリスマス恒例の音楽番組『クリスマスの約束』では2009年にゲスト吉岡聖恵（いきものがかり）らによるア・カペラで披露。2011年から番組のオープニングで使用されている。
- おめでとうクリスマス（We Wish You a Merry Christmas）
  - 主なカバーはタンポポ児童合唱団など。フジテレビのクリスマス恒例のバラエティ番組『明石家サンタの史上最大のクリスマスプレゼントショー』（以下『明石家サンタ』）では長年にわたり、視聴者からの不幸話が面白かった際、合格の鐘が鳴らされたあとのBGMとして使用されている（歌は山野さと子・森の木児童合唱団）
- クリスマスの12日間（The Twelve Days of Christmas）
- コヴェントリー・キャロル（Coventry Carol）
- さやかに星はきらめき（O Holy Night）
  - 主なカバーはペリー・コモ、マライア・キャリー、パーシー・フェイス・グランドオーケストラなど。
- 主の祈り（The Lord's Prayer） 
  - 主なカバーはバーブラ・ストライサンドなど。
- ダビデの村に（en:Once in Royal David's City）
- ひいらぎ飾ろう（Deck the Halls） - 「お部屋を飾ろう」、「ひいらぎの枝で飾れ」とも。
- ベツレヘムの小さな町で（O Little Town of Bethlehem（英語））
- 牧人羊を（The First Noel（英語））
  - 主なカバーはフランク・シナトラなど。
- 見よ、主は輝く雲にうち乗り（Lo! He comes with Clouds Descending）
- もみの木（O Tannenbaum）
- もろびとこぞりて（Joy to the World） - 「民みな喜べ」とも。
  - 主なカバーはナット・キング・コール、よしだたくろうなど。
- 優しくも愛らしき（O Jesulein süß, O Jesulein mild!）
- 世の人忘るな（God Rest Ye Merry, Gentlemen（英語））
- われらはきたりぬ（われら三人東の王）（We Three Kings）、ケニーG、ウイントン・マルサリス、ロブ・ハルフォードなど。

### クリスマス・ソング
- アヴェ・マリア
- 赤鼻のトナカイ（Rudolph the Red-Nosed Reindeer）（初レコーディングはジーン・オートリー）
  - 主なカバーはペリー・コモ、ダイアナ・ロス&シュープリームス、リンゴ・スター、クリスタルズ、コリー・ハート、泉谷しげる、こおろぎ'73・コロムビアゆりかこ会、チェリッシュなど。
- ウィンターワンダーランド（Winter Wonderland）
  - 主なカヴァーはトニー・ベネットなど。邦題は「すてきな雪景色」。
- フロスティ・ザ・スノーマン（Frosty the Snowman（英語））（初レコーディングはジーン・オートリー / ジミー・デュランテ）
  - 日本では同じ曲に別の歌詞をつけた「風も雪もともだちだ」としても知られる。
- ザ・クリスマス・ソング（The Christmas Song）（初レコーディングはナット・キング・コール）
  - 主なカヴァーはナタリー・コール、アンディ・ウイリアムス、ダイアナ・ロス、マーヴィン・ゲイなど。
- サンタが街にやってくる（Santa Claus Is Coming to Town）
  - 主なカバーはビング・クロスビー、パティ・ペイジ、ジャクソン・ファイブ、マライア・キャリー、ブルース・スプリングスティーン、ザ・ベンチャーズ、レイ・コニフ・シンガーズ、ジャスティン・ビーバー、リチャード・クレイダーマン（インストゥルメンタル）、ザ・ピーナッツ（『サンタクロースがやってくる』（後述の『サンタクロースがやってくる』（Here Comes Santa Claus）とは別物）のタイトルで）など。
- シルバー・ベルズ（Silver Bells（英語））
  - 主なカヴァーはビング・クロスビー、マヘリア・ジャクソン、ギャヴィン・デグロウなど。
- ジングルベル（Jingle Bells）
  - 主なカバーはビング・クロスビー、パット・ブーン、ブライアン・セッツァー・オーケストラ、ポール・モーリア・グランド・オーケストラ、グレン・ミラー・オーケストラ（ともにインストゥルメンタル）、ジャッキー吉川とブルー・コメッツ、加山雄三、ザ・ピーナッツ、ボニー・ジャックス、美空ひばり、坂本九、舟木一夫（訳詞：丘灯至夫）、山野さと子・コロムビアゆりかご会など。
前述の『おめでとうクリスマス』同様、『明石家サンタ』では長年にわたり、オープニング曲として使用されている（訳詞：庄野正典、歌唱者は馬場祐美と東映児童合唱団）。
- ジングルベル・ロック（Jingle Bell Rock（英語））（初レコーディングはボビー・ヘルムズ）
  - 主なカバー：ブレンダ・リー / プラターズ / ニール・ダイアモンド / チャック・ベリー / ザ・ベンチャーズ / ダリル・ホール&ジョン・オーツ / ナタリー・コール / マイケル・ボルトン / 小野リサ / ヒラリー・ダフ
- そりすべり（Sleigh Ride）
- パスコ・ナ・ナマン (Pasko na Naman（タガログ語）、またクリスマスの時だ)
- ホワイト・クリスマス（White Christmas）（初レコーディングはビング・クロスビー）
  - 主なカバーは、オーティス・レディング、エルヴィス・プレスリー、プラシド・ドミンゴ、ザ・スリー・サウンズ、パティ・ペイジ、山下達郎など。
- リトル・ドラマー・ボーイ（Little Drummer Boy（英語））
  - 主なカバーはジャクソン・ファイブなど。
- ハレルヤ（Hallelujah（英語））
- メレ・カリキマカ（Mele Kalikimaka）
- レット・イット・スノー（Let It Snow!Let It Snow!Let It Snow!（英語））（初レコーディングはヴォーン・モンロー）
  - 主なカバーはウッディ・ハーマン、MONKEY MAJIKなど
ヴォーン・モンロー版は映画「ダイ・ハード」、「ダイ・ハード2」でエンディングテーマとして使用

## クラシック音楽

### 宗教音楽・教会音楽
- クリスマス・オラトリオ：ヨハン・ゼバスティアン・バッハ作曲の6曲からなる連作カンタータ。クリスマスから新年にかけて一作ずつ演奏されるのが本来の形。
- クリスマス・オラトリオ：サン＝サーンスが作曲したソロ、合唱、弦楽合奏、オルガン、ハープのための作品。第1曲は上記バッハへのオマージュである。
- メサイア：ヘンデル作曲のオラトリオ。イェスの生涯を扱うが、クリスマスの時期によく演奏される。
- 真夜中のミサ：マルカントワーヌ・シャルパンティエによる12月24日クリスマス・イブの深夜のミサのために作曲されたミサ曲。
- 田園ミサ：クリスマスの時期に演奏されるパストラール調のミサ曲。ディアベリ、ケンプターなど複数の作曲家の作品がある。

- ベツレヘムの星：ヨーゼフ・ラインベルガー作曲のオラトリオ。
- クリスマスの4つのモテット：フランシス・プーランク作曲のア・カペラ作品。

- その他、グローリア（テキストがルカによる福音書のクリスマス前後の場面からとられている）、マニフィカト（イェスを宿した聖母マリアへの讃歌）などもクリスマスと関連を持ち、ヨーロッパではしばしばクリスマスの時期に演奏される。

### 歌曲
- エピファニアス（主の公現）：フーゴー・ヴォルフの歌曲。1月6日の主の公現における、東方の三博士訪問に基づくドイツの風習をモチーフにした作品。詩はヨハン・ヴォルフガング・フォン・ゲーテ。
- スペイン歌曲集～宗教的な歌曲：フーゴー・ヴォルフがエマヌエル・ガイベルとパウル・ハイゼがドイツ語に訳したスペインの詩に作曲した歌曲集に、待降節と降誕節を扱った歌曲が含まれる。
- クリスマス賛歌：アドルフ・アダン作曲の歌曲。
- クリスマス歌曲集：ペーター・コルネリウスが自ら詩を書き、作曲したクリスマスを主題とした6曲からなる連作歌曲集。
- クリスマスツリー (マルクス)：ヨーゼフ・マルクスの歌曲。

### 舞台作品
- アマールと夜の訪問者：ジャン・カルロ・メノッティの歌劇。イェス誕生前後のパレスチナが舞台。
- くるみ割り人形：ピョートル・チャイコフスキー作曲のバレエ音楽。クリスマス・イヴの夜が舞台。

### その他
- クリスマス協奏曲：アルカンジェロ・コレッリ作曲の合奏協奏曲。

## ポピュラー音楽

### あ行
- I Wish It Could Be Christmas Everyday（ウィザード）
- I wish it could be Christmas everyday(上記の曲とは別物)（鈴木さえ子）
- I saw Mommy kissing Santa Claus（ママがサンタにキッスした / ママがサンタにキスをした）（ジミー・ボイド、1952年）
  - 主なカバー：スパイク・ジョーンズ / ジャクソン・ファイブ / 後藤久美子 / 斎藤チャコ / 弘田三枝子 / 天地真理 / 東京パノラマラウンジ / 笠原留美 / クラウン少女合唱団 / 東京少年少女合唱隊 / 西村知美 / 森岡純 / チューインガム / サンダー杉山 / ジョグレスシンカーズ / MAHO堂 / 内田有紀 / 小柳ゆき / ジューシィ・フルーツ / クロミ（竹内順子）& バク（前田登） / AAA / 渡辺美里
- 愛と勇気のMerry X'mas（大事MANブラザーズバンド）
- 愛をつなぐクリスマス・デイ（つのだ☆ひろ）
- I Can't Wait For Christmas（嵐）
- I believe in Christmas（Tweenies）
- I Believe In Father Christmas（グレッグ・レイク 邦題｢夢みるクリスマス｣）
  - 主なカバー：サラ・ブライトマン
- I LOVE YOU（徳永英明）
- アヴェ・マリア（浜田省吾）
- 悪魔のメリークリスマス（聖飢魔II）
- Another Lonely Christmas（プリンス）
- アフリカのクリスマス (平沢進 with 島崎和歌子)
  - 後に平沢進の歌唱バージョンも発表された。
- 雨のクリスマス（RAIN ON CHRISTMAS）（デイヴィッド・サンボーン）
- あわて者のサンタ（ザ・タイガース）
  - この曲が発表されたのは1969年で、後述の「あわてんぼうのサンタクロース」（こちらは1967年以前に発表）とは別物。
- 安奈（甲斐バンド）
- アンダー・ザ・クリスマスツリー（Under the Christmas Tree）（アルバート・ハモンド）
- 一時間遅れの僕の天使 ～Lately X'mas～（楠瀬誠志郎）
- 一年中クリスマス -セロリ・パセリ-（所ジョージ）
- いつかのメリークリスマス（B'z）
- It's Christmas (Baby Please Come Home) （U2 / マライア・キャリー）
- 愛しさにリボンをかけて（Little Glee Monster）
- If We Make It Through December（マール・ハガード）
- ウィンターガーデン（松田聖子）
  - 主なカバー：真田アサミ（本人出演のアニメ「ウィンターガーデン」のエンディング・テーマ）
- WINTER SONG（DREAMS COME TRUE）
- WINTER PARTY（BREAKERZ）
- Winter Bell（BREAKERZ）
- WISH（嵐）
- ウェルカム・トゥ・クリスマス（東京ディズニーシー、島田歌穂）
- ウクレレ・クリスマス（ガンスス（山口岩男+西川進））
- 永遠をあずけてくれ（DEEN、栗林誠一郎）
- 8デイズ・オブ・クリスマス（8Days of Christmas）（デスティニーズ・チャイルド）
- オサリヴァンと愛のクリスマス または、 クリスマス・ソング（Christmas Song）（ギルバート・オサリバン）
- 男と女のクリスマス（日野美歌・青山修二）
- おむすびクリスマス（さだまさし）
- 想い出のクリスマス（Someday at Christmas（英語））（スティービー・ワンダー）
  - 主なカバーはジャスティン・ビーバーなど。
- 想い出のクリスマス（服部克久）※上述の楽曲との因果関係はない
- おばあちゃんがトナカイにひかれちゃった（Grandma Got Run Over by a Reindeer（英語））（エルモ&パッツィー）
  - この邦題はクリステル・チアリと戸田ダリオがカバー（2008年にキングレコードから発売された『えいごで歌おう! キッズ・クリスマスベスト』に収録）した際に使用されたタイトル。

### か行
- かりそめのスウィング（甲斐バンド）
- KANのChristmas Song（KAN）
- Kissin' Christmas (クリスマスだからじゃない)（桑田佳祐 & His Friends）/Kissin' Christmas (クリスマスだからじゃない)2023（桑田佳祐 & 松任谷由実）
- ギブ・ラブ・アット・クリスマス・デイ（オージェイズ）
  - 主なカバー：ジョニー・ギル
- 君がいたHoly Night（Sepia'n Roses）
- 君にMerry Xmas（小田和正）
  - 主なカバー：ボビー・コールドウェル
- クリスマス（JUDY AND MARY）
- クリスマス・イブ（山下達郎）
  - 主なカバー：上松美香（演奏） / CHEMISTRY / M.F.Q.
- X'mas in the Blue（山本英美）
- Christmas Wish（安室奈美恵）
- クリスマス音頭（大滝詠一）
- CHRISTMAS CHORUS（小室哲哉）
- X'MAS DAY IN THE NEXT LIFE（高橋幸宏）
- クリスマスが過ぎても（PLUS ONE（小田和正・佐藤竹善））
- クリスマスキャロルの頃には（稲垣潤一）
- Christmas In Dixie（Alabama）
- クリスマスソング（back number）
- クリスマスソングを何か（KIRINJI）
- クリスマス・タイム（ビートルズ）
- クリスマス・タイム（ノーナ・リーヴス）
- Christmas Time（Bryan Adams）
- CHRISTMAS TIME IN BLUE -聖なる夜に口笛吹いて-（佐野元春）
- CHRISTMAS TIME FOREVER（サザンオールスターズ）
- Christmas Day（オフコース）
- Christmas Night（斉藤由貴）
- Christmas Night (SMAP)
- クリスマスなんて大嫌い!!なんちゃって（クレイジーケンバンド）
- クリスマスの贈り物 (GAO)
- クリスマスの夜（岡村孝子、ほか『TEAR DROPS』に本楽曲の「2003 Version」を収録）
- クリスマス・ベル（柳原幼一郎）
- クリスマスを我が家で（I'll Be Home for Christmas）（ビング・クロスビー）
  - 主なカバー:グレン・キャンベル、エルヴィス・プレスリー、ローズマリー・クルーニー、エイミー・グラント
- Christmas For You（前田亘輝）
- クリスマス・プレゼント（ソロモン・バーク）
- クリスマスまで待てない（渡辺美里）
- Christmas Lights（コールドプレイ）
- Christmas Lovers（FLYING KIDS）
- クリスマス・ラブ (涙のあとには白い雪が降る) （サザンオールスターズ）
- クリスマス・ワルツ（美空ひばり）（後述の「ザ・クリスマス・ワルツ」（The Christmas Waltz）とは別物）
- クレージーのクリスマス（ハナ肇とクレージーキャッツ）
- 恋が素敵な理由-X'mas Version-（井上昌己）
- 恋に寒さを忘れ（I've Got My Love To Keep Me Warm）（エラ・フィッツジェラルド）
  - 主なカバー:ロッド・スチュアート
- 恋人がサンタクロース（松任谷由実、1980年）
  - 主なカバー:松田聖子 / 東京パフォーマンスドール / deeps / 島谷ひとみ / 奥居香 / 深見梨加（愛野美奈子） / FLOWER
- 恋人たちのクリスマス（マライア・キャリー）
  - 主なカバー:マイケル・ブーブレ、オリヴィア・オルソン（映画『ラブ・アクチュアリー』の劇中で披露）、クリス・ハートなど。
- 恋人たちのクリスマス Duet with マライア・キャリー（ジャスティン・ビーバー）
- 今宵はクリスマス（Christmas Must Be Tonight）（ザ・バンド）

### さ行
- 最後のHoly Night（杉山清貴）
- 最後のメリークリスマス（杉真理）
- 最後のメリークリスマス（くるり）
- silent（SEKAI NO OWARI）
- サイレント・イヴ（辛島美登里）
- Silent Bells（遊佐未森 ＋ 古賀森男 ）
- Someday Somewhere（チューリップ）
- サンタのいないクリスマス (NEWS)
- ザ・クリスマス・ワルツ（The Christmas Waltz（英語））（フランク・シナトラ）
- ザ・チップマンク・ソング（シマリスの歌）（The Chipmunk Song (Christmas Don't Be Late)（英語））（デヴィッド・セヴィル & ザ・チップマンクス）
- The 5th（=LOVE）
- サンク・ゴッド・イッツ・クリスマス（クイーン）
- サンタが泣いた日（角松敏生）
- サンタが悪いわけじゃない（じゃがじゃがラッパーズ）
- サンタクロース I AM 橇（トニー谷）
- サンタクロース・ゴー・ストレイト・トゥ・ザ・ゲットー（ジェームス・ブラウン）
- サンタ・ベイビー（アーサー・キット）
- ジー・ウィズ・イッツ・クリスマス（カーラ・トーマス）
- SECRET LOVE STORY (氣志團)
- シャ・ラ・ラ（サザンオールスターズ）
- 10月のクリスマス（浅香唯）
- 12月は魔法の季節（December Will Be Magic Again）（ケイト・ブッシュ）
- 12月の雨（荒井由実）
- 12月のエイプリル・フール（EPO）
- 12月のメリーゴーランド（寺岡呼人）
- 白いクリスマス（JUN SKY WALKER(S)）
- 白い恋人達（桑田佳祐）
- ジン ジン ジングルベル（森高千里/佐々木希）
- ジングルベル・マンボ（雪村いづみ）
- シンデレラ・クリスマス（KinKi Kids）
- Singin' In The Snow（野田幹子）
- すてきなホリデイ（竹内まりや）
- 素敵にジングルベル（伊藤さやか）
- ZUTTO 〜Xmas Version〜（永井真理子）
- ステップ・イントゥ・クリスマス (エルトン・ジョン)
- Sleep In Heavenly Peace (Silent Night) （バーブラ・ストライサンド）
- 聖夜-二人のSilentNight-(THE ALFEE）
- 世界にMerry X'mas（CHAGE and ASKA）
- 千年紀末に降る雪は（キリンジ）
- Sonatine（松本伊代 / 大江千里）
- Song of X'smap (SMAP)

### た行
- China Rain -in Christmas-（安部恭弘）
- 小さなサンタクロース（Petit Papa Noël=プチ・パパ・ノエル）（ティノ・ロッシ）
- DEAR…again（広瀬香美）
- Dear Snow (嵐)
- Do They Know It's Christmas?（バンド・エイド）
- DING DONG（プリンセス プリンセス）
- ding-dong（TOKIO）
- チキンライス（浜田雅功と槇原敬之）
- This One's For The Children（クリスマスは僕等のために）（ニュー・キッズ・オン・ザ・ブロック）
- ジス・クリスマス（ダニー・ハサウェイ）
  - 主なカヴァーはシカゴ、グロリア・エステファン、クリス・ブラウンなど。
- 天国を覗きたい（ヒカシュー）
- 天使がウインクする夜に（パパイヤ・パラノイア）
- 天使たちの時 〜Time of the Angels〜（岡村孝子）
- 遠い街のどこかで…（中山美穂）
- ドライビング・ホーム・フォー・クリスマス (Driving Home for Christmas（英語）)（クリス・レア）
- とんで来たサンタクロース (¿Dónde Está Santa Claus?（英語）)（オーギー・リオス (Augie Rios)）
  - 日本ではマーティー・ゴールド児童合唱団 (The Marty Gold Children's Chorus) によるバージョンがヒットしたことで広く知られるようになった[3]。邦題は原曲の「ドンデ・エスタ・サンタクロース」というフレーズが空耳で「とんで来たサンタクロース」と聞こえることから高嶋弘之により[要出典]つけられた[3]。

### な行
- 懐かしき恋人の歌(Same Old Lang Syne)（ダン・フォーゲルバーグ）
- 夏のサンタクロース（本田雅人）
- ナッティン・フォー・クリスマス (Nuttin' for Christmas（英語）)（アート・ムーニー with バリー・ゴードン）
  - 主な競作及びカバーはジョー・ウォード、スタン・フレバーグ、フォンテーン・シスターズ、シャーリー・テンプル、スパイク・ジョーンズ、アーサー・キット、スマッシュ・マウス、リライアントKなど。
- 何も言えなくて-WINTER VERSION-（JAYWALK）
- 涙のクリスマス(槇原敬之)
- ニューヨークの夢（Fairytale Of New York）（ザ・ポーグス）
- ノー・モア・ブルー・クリスマス（No More Blue Christmas）（ナタリー・コール）
  - 主なカバーはCrystal Kayなど。

### は行
- パウダースノーの妖精（島田奈美）
- はじめてのサンタクロース（杉真理）
- バック・ドア・サンタ（クラレンス・カーター）
- ハッピー・クリスマス（戦争は終った）（ジョン・レノン & オノ・ヨーコ、1971年）
  - 主なカバーはサラ・マクラクラン、王様（日本語訳。『幸せなクリスマス』）、ウリナリオールスターズなど。
- Have Yourself a Merry Little Christmas
  - 主なカヴァーはフランク・シナトラ、ジュディ・ガーランド、カーペンターズ、プリテンダーズ、ルーサー・ヴァンドロス、マイケル・ブーブレ、渡辺香津美、MONKEY MAJIKなど。
- Pearl-White Eve（松田聖子 / 大江千里、後に今井麻美がカバー）
- バラのクリスマス（ジャッキー吉川とブルーコメッツ）
- ハロー・ミスターサンタクロース（河内淳一）
- Here comes Santa Claus（サンタクロースがやってくる）（ジーン・オートリー、1947年）
  - 主なカバー：エルヴィス・プレスリー / 奥田宗宏とブルースカイ / ジャクソン・ファイブ / ジャッキー吉川とブルー・コメッツ / 大江千里 / MAHO堂
- ひとりぼっちのクリスマス（THE 虎舞竜）
- ひとりぼっちのクリスマスソング（尾崎亜美）
- HiPPY CHRiSTMAS（ノーナ・リーヴス）
- Pink Christmas（Mi-Ke）
- ふたりだけのクリスマス（en:Please Come Home for Christmas（英語）)（チャールズ・ブラウン）
  - 主なカバー：イーグルス / ジョン・ボン・ジョヴィ / アーロン・ネヴィル / 杉山清貴 / 原田ヒロシ
- 二人のクリスマス（Christmas Time is Here）（レイ・パーカー・ジュニア）
- プリーズ キス ミー マイ サンタクロース（JITTERIN'JINN）
- プリーズ・ダディ（Please,Daddy (Don't Get Drunk This Christmas)）（ジョン・デンバー）
- ブルー・クリスマス（エルヴィス・プレスリー）
  - 主なカバー:南沙織（シングル『シンシアのクリスマス』に収録）、フランク永井（ミニアルバム『フランクのクリスマス』に収録）、笠浩二（ポリドール企画・オムニバスアルバム『White Album'90』に収録）
- Blue Christmas（飯島真理）
- Blue Snow（BEGIN）
- Hey! Santa（カーニー&ウェンディ・ウィルソン）
- Bedtime Stories（大江千里）
- Very Merry Christmas To You（原みどり）
- ホーム・フォー・クリスマス（HOME FOR CHRISTMAS）（ケイト・ブッシュ）
- 星空をかけるクリスマスソング（桜井和寿 & KAN）
- Holy Snow（西脇唯）
- Holy Magic～大人になっても解けない魔法～（South2）
- HOLY NIGHTにくちづけを（B'z）
- White Love (Hey! Say! JUMP)
- White X'mas (KAT-TUN)
- ぼくのクリスマス（加山雄三）
- ぼくはサンタクロース（FUNKY MOKKEY BABYS）
- 僕らの制服クリスマス（=LOVE）
- ホントのHoly Night～サンタが街にやってきた～赤鼻のトナカイ（じゃがじゃがラッパーズ）

### ま行
- マイ・ギフト・トゥ・ユー（アレクサンダー・オニール）
- 前歯のない子のクリスマス (All I Want for Christmas Is My Two Front Teeth)（スパイク・ジョーンズ、1946年）
- 真夏のサンタクロース（渡辺美里）
- MIDNIGHT FLIGHT -ひとりぼっちのクリスマス・イヴ（浜田省吾）
- メリクリ（BoA）
- メリー・クリスマス（井上陽水）
- Merry Christmas(BUMP OF CHICKEN)
- MERRY X'MAS IN SUMMER（KUWATA BAND）
- メリークリスマス (二宮和也・嵐)
- メリー・クリスマス・エヴリバディ（Merry Xmas Everybody）（スレイド）
- メリークリスマスが言えない（稲垣潤一）
- Merry Christmas Darling（カーペンターズ）
- Merry Christmas To You（前田亘輝）
- MERRY CHRISTMAS FOR YOU（河合その子、国生さゆり、城之内早苗、渡辺美奈代、渡辺満里奈）
- Merry X'masをあげたい -LAST FOR YOU-（井上昌己）
- 森のクリスマス（大貫妙子）

### や行
- やや赤鼻のトナカイさん（所ジョージ）
- ゆかいなクリスマス・マーチ（Snoopy's Christmas）(ロイヤル・ガーズメン（英語版）)
- 雪が降ってきた（SMAP）
- 雪にかいたLOVE LETTER（菊池桃子）
- 雪に願いを（槇原敬之）
- 雪のクリスマス（DREAMS COME TRUE）
  - 主なカバーはJUJU、クリス・ハートなど。

### ら行
- ラスト・クリスマス（Last Christmas） （ワム!）
  - 主なカバー：Yuji Oda with Butch Walker / ナディア・ギフォード / 沢田知可子 & KATSUMI（日本語カバー）/ 古内東子 / 佐藤竹善 / 松田聖子 / BoA / Foxxi misQ （マッシュアップ） / EXILE / ザ・ビートマス（ラバー・バンド）
- LAST CHRISTMAS EVE（矢沢永吉）
- LOVER'S HOLIDAY（米川英之&宇都美慶子）
- リトル・セイント・ニック（Little Saint Nick） （ザ・ビーチ・ボーイズ）
- Little Love（鈴木祥子）
- リヴァー（RIVER）（ジョニ・ミッチェル）
- リボン結びのWAKU WAKU（七つ星）
- レット・イット・スノー（Let It Snow=前述の『レット・イット・スノー』（Let It Snow!Let It Snow!Let It Snow!）とは別物）（ボーイズIIメン）
- ロックンロールサンタクロース (GO-BANG'S)
- ロッキン・アラウンド・ザ・クリスマス・ツリー (Rockin' around the Christmas Tree（英語）) （ブレンダ・リー）[4]

### わ行
- わが心のクリスマス（Christmas in My Soul）（ローラ・ニーロ）
- ワット・アー・ユー・ドゥーイン・ニュー・イヤーズ・イヴ（オリオールズ）
- ワット・ドゥ・ザ・ロンリー・ドゥ・イン・クリスマス（エモーションズ）
- ワンダフル・クリスマスタイム（ポール・マッカートニー）1979年

## 童謡
- あわてんぼうのサンタクロース（作詞：吉岡治、作曲：小林亜星 『おかあさんといっしょ』より。1967年発行『NHKこどものうた楽譜集 第2集』に掲載[5]。1971年、NHKの『なかよしリズム』で紹介[6]。1977年から何度か、小学校の音楽教科書に掲載されている[7]。曲名は「あわてん坊のサンタクロース」と表記されることもある[8][9][10]）
- いちねんじゅうクリスマス（作詞：織田ゆり子、作曲：上柴はじめ）
- うさぎ野原のクリスマス（作詞：新沢としひこ、作曲：中川ひろたか 1987年発表）
- おきゃくさまはサンタクロース（作詞：冬杜花代子、作曲：花岡優平　『おかあさんといっしょ』1988年12月の歌）
- サンシャインクリスマス（作詞：芹澤廣明、作曲：冬杜花代子　『おかあさんといっしょ』1992年12月の歌）
- サンタクロースは不思議だな（作詞：サトウハチロー、作曲：中田喜直）
- サンタは今ごろ（作詞：名村宏、作曲：石川大明（石川たいめい））
- とんできたサンタクロース（原曲：「¿Dónde Está Santa Claus?（英語）」　日本語詞：峯陽）
- ふたりのクリスマス（作詞：渋谷毅、作曲：日暮真三　『おかあさんといっしょ』1991年12月の歌）
- ふとりすぎちゃったサンタさん（作詞：井上灯美子、作曲：上明子）
- ママと二人のクリスマス（作詞：若谷和子、作曲：服部公一）
- みんなでクリスマス（作詞・作曲：坂田修　『おかあさんといっしょ』1989年12月の歌）
- さむいばん（作詞：永来重明、作曲：紙恭輔）[11]

## ゲーム音楽
主に恋愛ゲームのクリスマスイベントの場面で流れるBGM
- クリスマスデート(岩垂徳行)(アマガミ)
- クリスマスパーティー(岩垂徳行)(アマガミ)
- クリスマスパーティーへようこそ！(コナミ矩形波倶楽部)(ときめきメモリアル)
- クリスマス独りぼっち (コナミ矩形波倶楽部)(ときめきメモリアル)
- ホワイトクリスマス(コナミ矩形波倶楽部)(ときめきメモリアル)
- 伊集院家のX'masパーティー(ときめきメモリアル2)